# Saturnia zuleika
Saturnia zuleika este o specie de molie din familia Saturniidae.Este întâlnită în India și Bengalul de Vest.